# بخش ساوت بلومفیلد (شهرستان مورو، اوهایو)
بخش ساوت بلومفیلد (به انگلیسی: South Bloomfield Township) یک منطقهٔ مسکونی در ایالات متحده آمریکا است که در شهرستان مورو، اوهایو واقع شده‌است.
 بخش ساوت بلومفیلد ۶۷٫۲ کیلومتر مربع مساحت و ۱٬۷۵۲ نفر جمعیت دارد و ۴۱۶ متر بالاتر از سطح دریا واقع شده‌است.